# Grafmonument Alexander VII

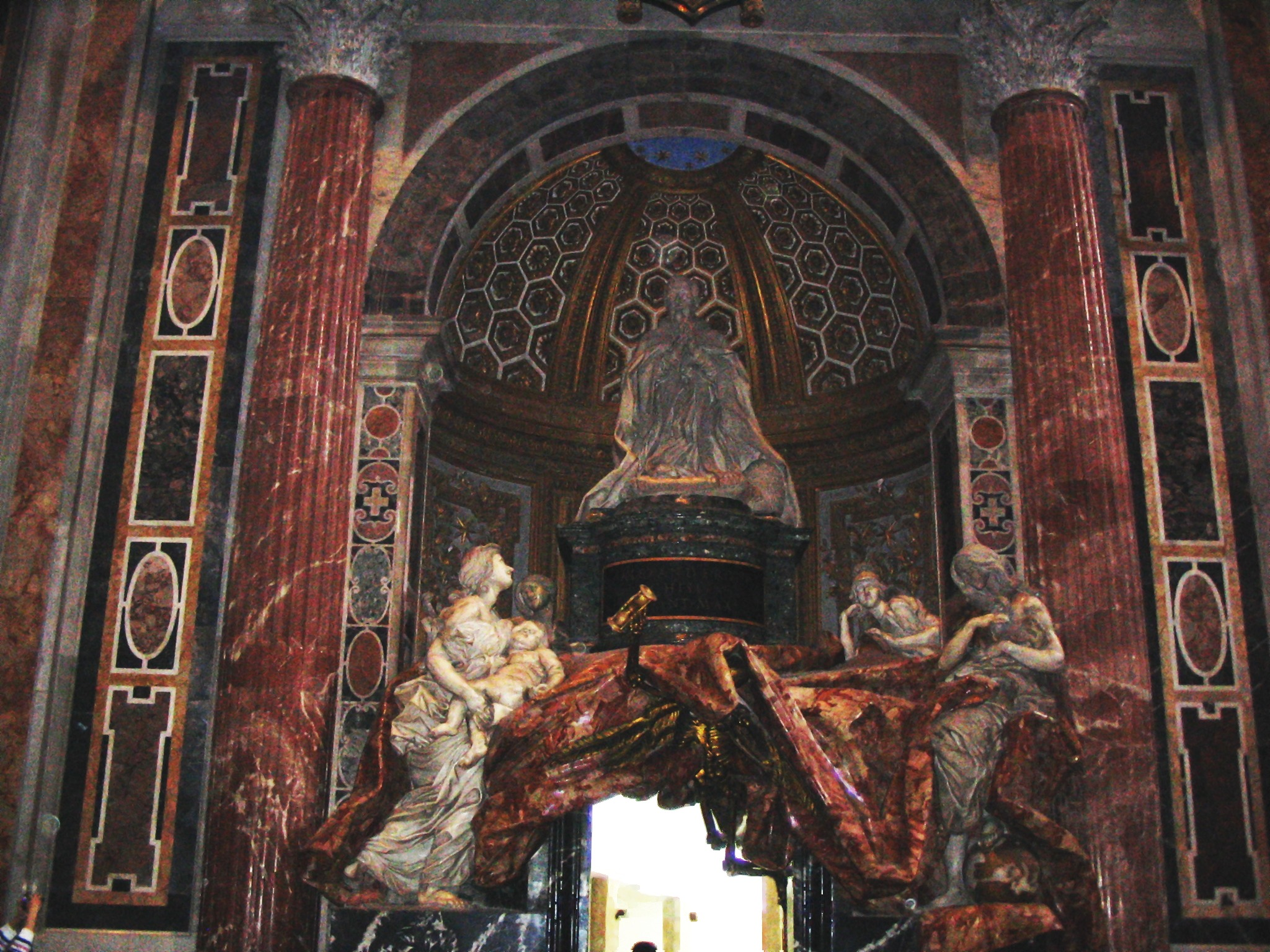
Grafmonument paus Alexander VII

Het Grafmonument van paus Alexander VII is een van de beroemdste graftombes in Vaticaanstad.

## Ontwerp
De tombe is ontworpen door Gian Lorenzo Bernini (1598-1680) en uitgevoerd met behulp van een aantal andere kunstenaars. Het bevindt zich in de Sint Pieter in Vaticaanstad. Er werd aan het monument gewerkt van 1671 tot 1678. Bernini heeft van het monument een theatraal ensemble gemaakt. In eerste instantie was het de bedoeling dat het monument in de Santa Maria Maggiore (Rome) geplaatst zou worden. Uiteindelijk is toch voor de Sint Pieter gekozen.

## Beeldhouwstijl
Het grafmonument is gemaakt in de stijl van de Barok (17e eeuw tot in de eerste helft van de 18e eeuw). Deze stijl wordt onder andere gekenmerkt door dramatische effecten en sterke licht/donker contrasten of clair-obscur. Het beeld is gemaakt van verschillende kleuren marmer.

## Voorstelling
Het grafmonument bestaat uit een beeld van paus Alexander VII met onder hem vier personificaties van de deugden liefdadigheid, voorzichtigheid, waarheid en rechtvaardigheid. De personificaties representeren waarden en kwaliteiten van de paus. Het ensemble is gesitueerd op een draperie, waaronder zich een personificatie van de dood bevindt. Het beeld is uniek omdat de grens tussen esthetisch en natuurlijk verhuld is door het weglaten van de sarcofaag van Alexander VII en het gebruik van de deur als element van het ensemble. De deur staat symbool voor het eeuwig leven, daar waar de paus zich nu bevindt. Door de omhulling van de deur door het gordijn en de Dood wordt de ruimte waarin de toeschouwer zich bevindt direct verbonden met het schouwspel dat zich in de nis afspeelt. Het beeld van de paus boven in de nis is niet zoals de gebruikelijke iconografie tronend en zegenend weergegeven, maar frontaal, in een knielende houding, alsof hij aan het bidden is voor het hele christendom.